# Championnats de Colombie de cyclisme sur route 2016
Navigation
2015 2017
Les championnats de Colombie de cyclisme sur route se déroulent du 17 au 21 février 2016 dans le département de Boyacá. Ils se terminent par la victoire d'Edwin Ávila dans la course en ligne Élite messieurs.

## Programme
La convocation de la fédération colombienne de cyclisme pour les championnats présente le programme.
- Jeudi 18 février à 10h00 (locales) :
  - Contre-la-montre par équipes Élite messieurs : 43,0 km
- Jeudi 18 février à 12h30 (locales) :
  - Contre-la-montre individuel Élite dames : 22,1 km
- Vendredi 19 février à 10h00 (locales) :
  - Contre-la-montre individuel Élite et Espoir messieurs : 35,2 km
- Samedi 20 février à 9h30 (locales)[1] :
  - Course en ligne Espoir messieurs : 115,2 km
- Samedi 20 février à 9h35 (locales)[1] :
  - Course en ligne Élite dames : 86,4 km
- Dimanche 21 février à 8h30 (locales) :
  - Course en ligne Élite messieurs : 174,6 km

## Participation
La même convocation de la fédération détaille les modalités de participation.
Peuvent participer aux championnats, les coureurs de nationalité colombienne appartenant aux catégories Hommes Élite et Espoir et Femmes Élite. Soient les coureurs d'équipes UCI avec une licence UCI et la nationalité colombienne soient les coureurs affiliés aux ligues départementales ou équipes de marque enregistrés à la FCC.
Le maximum de coureurs autorisés est de six (6) par formation pour les épreuves de course en ligne et du contre-la-montre par équipes et de deux (2) par équipes pour les contre-la-montre individuels.
Tout coureur relégué à plus de quinze minutes du peloton sera retiré de la compétition.

## Podiums

### Épreuves masculines
| Épreuves         | Or                                                                                      | Or | Or             | Argent                                                                                | Argent | Argent     | Bronze                                                                                     | Bronze | Bronze     |
| ---------------- | --------------------------------------------------------------------------------------- | -- | -------------- | ------------------------------------------------------------------------------------- | ------ | ---------- | ------------------------------------------------------------------------------------------ | ------ | ---------- |
| Par équipes      |                                                                                         |    |                |                                                                                       |        |            |                                                                                            |        |            |
| Contre-la-montre | EPM-Une                                                                                 | en | 47 min 20 s    | Movistar Team América                                                                 | à      | 27 s       | Ligue cycliste d'Antioquia                                                                 | à      | 42 s       |
| Contre-la-montre | Juan Pablo Suárez Róbigzon Oyola Fabio Duarte Óscar Sevilla Óscar Álvarez Weimar Roldán | en | 47 min 20 s    | Omar Mendoza Carlos Ramírez Brayan Ramírez Stiber Ortiz Edwin Sánchez Cristian Talero | à      | 27 s       | Walter Vargas Mauricio Ardila Alexis Camacho Alex Cano Juan Pablo Rendón Robinson Chalapud | à      | 42 s       |
| Élites           |                                                                                         |    |                |                                                                                       |        |            |                                                                                            |        |            |
| Course en ligne  | Edwin Ávila (Illuminate)                                                                | en | 4 h 13 min 7 s | Sergio Henao (Sky)                                                                    | à      | 3 s        | Cayetano Sarmiento (EPM-Une)                                                               | à      | 4 s        |
| Contre-la-montre | Walter Vargas (Ligue cycliste d'Antioquia)                                              | en | 42 min 8 s     | Brayan Ramírez (Movistar Team América)                                                | à      | 45 s       | Juan Pablo Rendón (Ligue cycliste d'Antioquia)                                             | à      | 1 min 10 s |
| Moins de 23 ans  |                                                                                         |    |                |                                                                                       |        |            |                                                                                            |        |            |
| Course en ligne  | Roller Diagama (Boyacá Raza de Campeones)                                               | en | 2 h 55 min 0 s | Edward Díaz (GW Shimano - Envía)                                                      | à      | 1 s        | Wilmar Castro (Ligue cycliste de Cundinamarca)                                             | à      | 11 s       |
| Contre-la-montre | Carlos Ramírez (Movistar Team América)                                                  | en | 43 min 30 s 06 | Eduardo Estrada (EPM - Une)                                                           | à      | 1 min 12 s | Miguel Flórez (Boyacá Raza de Campeones)                                                   | à      | 1 min 20 s |

### Épreuves féminines
| Épreuves         | Or                                              | Or | Or              | Argent                                    | Argent | Argent | Bronze                                         | Bronze | Bronze |
| ---------------- | ----------------------------------------------- | -- | --------------- | ----------------------------------------- | ------ | ------ | ---------------------------------------------- | ------ | ------ |
| Élites           |                                                 |    |                 |                                           |        |        |                                                |        |        |
| Course en ligne  | Adriana Tovar (Ligue cycliste de Cundinamarca)  | en | 3 h 23 min 56 s | Liliana Moreno (Ligue cycliste de Bogota) | à      | 4 s    | Laura Lozano (Michela Fanini Rox)              | à      | 24 s   |
| Contre-la-montre | Cristina Sanabria (Ligue cycliste de Santander) | en | 30 min 19 s 59  | Serika Gulumá (Ligue cycliste de Boyacá)  | à      | 9 s    | Adriana Tovar (Ligue cycliste de Cundinamarca) | à      | 29 s   |

## Têtes d'affiche
Sans conteste, Nairo Quintana est la tête d'affiche des championnats 2016, qui se disputent sur sa terre natale de Boyacá. Il s'est d'ailleurs personnellement impliqué dans des réunions avec les organisateurs et les autorités du département pour que les compétitions soient une réussite.
Même à un degré moindre, la présence de son coéquipier Winner Anacona est à mettre en exergue ainsi que la participation de Sergio Henao, membre du Team Sky, et troisième représentant des équipes WorldTeams. Face à eux, la fédération nationale propose Janier Acevedo (finalement absent), ainsi que Carlos Julián Quintero et Miguel Ángel Rubiano, récents renforts de la formation Coldeportes-Claro, membres de la défunte équipe continentale professionnelle Colombia.

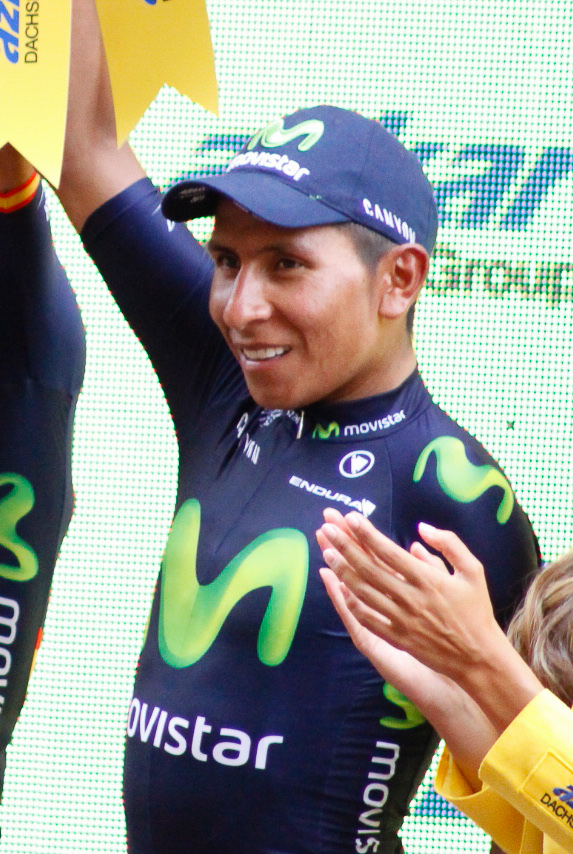
Nairo Quintana

Les têtes d'affiche des LXVII Championnats de Colombie.
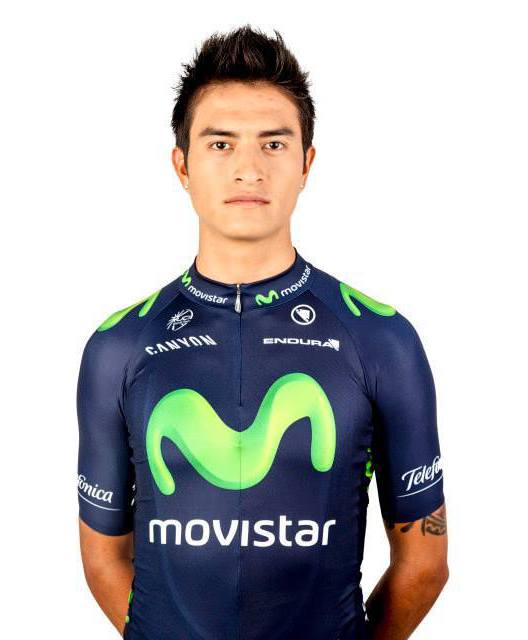
Winner Anacona
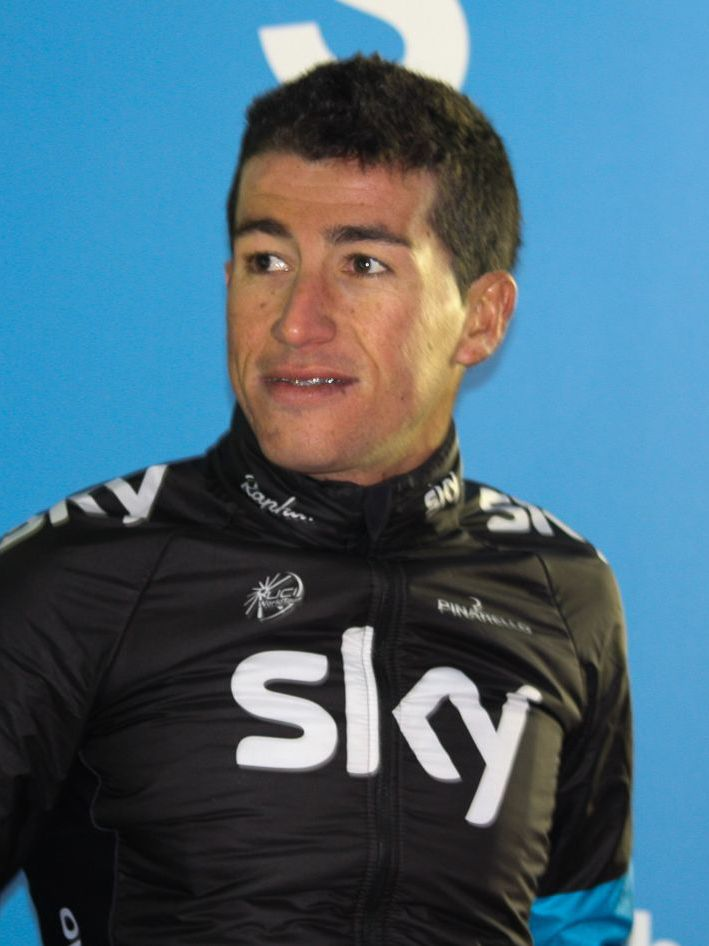
Sergio Henao
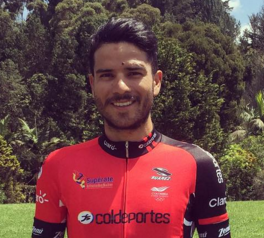
Carlos Julián Quintero
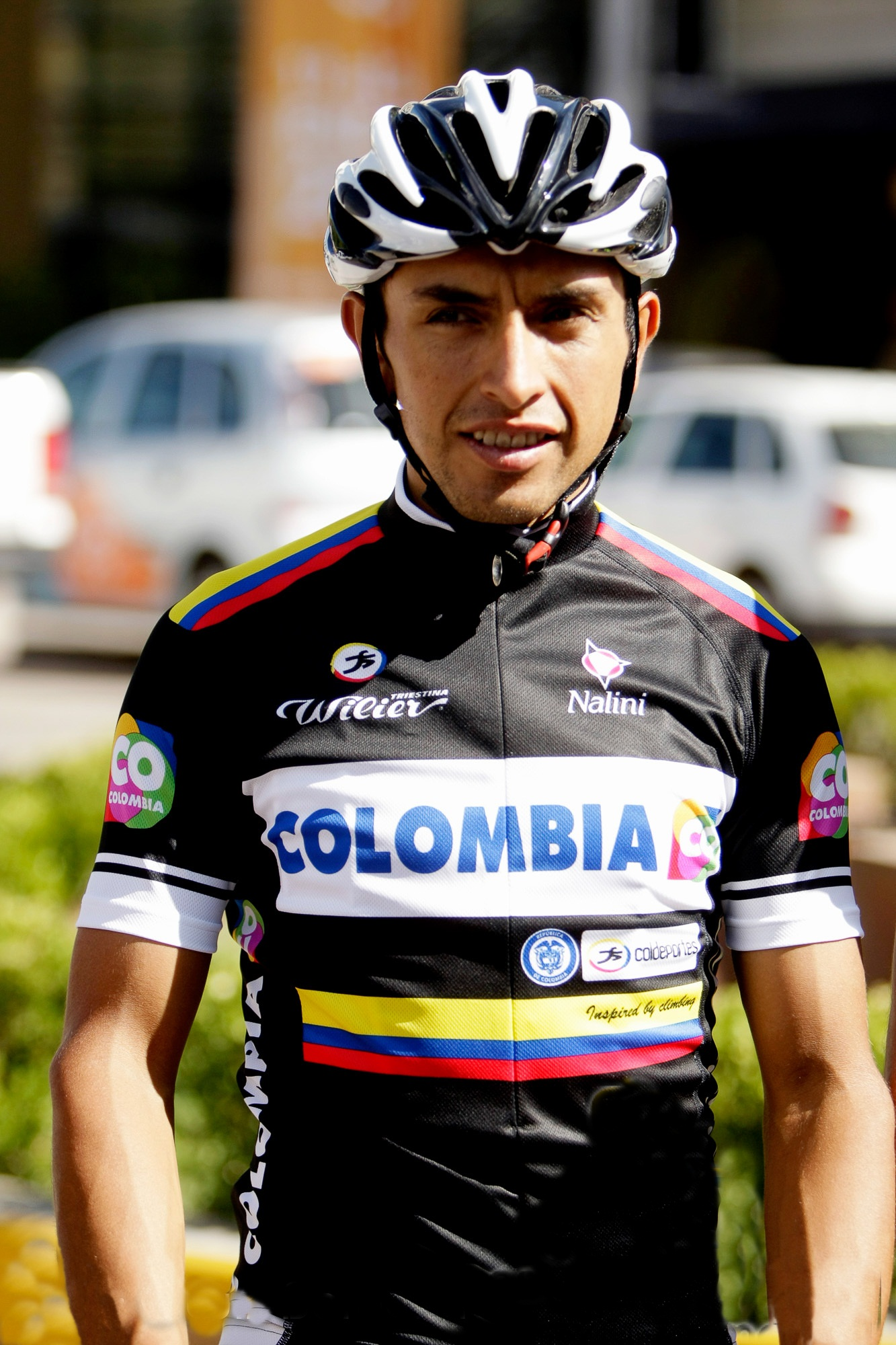
Miguel Ángel Rubiano

## Changement de dates
La seule et unique possibilité offerte aux fans de cyclisme colombiens de voir les coureurs locaux, membres des équipes WorldTeams, disputer une compétition sur le territoire national se passe lors des épreuves Élite des championnats de Colombie de cyclisme. La date habituelle du mois d'avril rendait impossible le déplacement des meilleurs, en pleine saison européenne. Pour remédier à cela en 2015, les championnats ont été avancés à la première semaine du mois de février. Le succès populaire a été au rendez-vous. Des milliers de personnes sont venus voir ou tenter d'apercevoir Nairo Quintana ou Rigoberto Urán. Pour réitérer cette fête sportive dans le département de Boyacá cette fois-ci, les dates du 4 au 7 février ont été choisies. Mais de manière fort mal à propos, les championnats ont été ajournés d'une quinzaine de jours, les déplaçant du 18 au 21 février. Les raisons avancées par la fédération colombienne de cyclisme sont l'impossibilité d'effectuer la réfection des chaussées dans le délai imparti et la non-signature des conventions avec les administrations municipales en temps voulu. Selon les observateurs, ce changement de date va entraîner la défection de plusieurs figures du cyclisme national. Des coureurs le déplorent comme Alejandro Serna, dépité de ne pouvoir se confronter à tous les meilleurs et déçu pour le public, privé de leur présence. Elle met en doute les capacités de gestion d'un tel évènement par la fédération. La nécessaire sécurité des sportifs mise en avant ne justifie pas ce retard mais au contraire permet d'insinuer soit le sujet n'était pas prioritaire soit les travaux ont été commandés bien trop tardivement. De plus, le changement des équipes municipales, à la suite des dernières élections, ne peut non plus justifier cet ajournement, il suffisait de s'y prendre plus tôt.
Et effectivement un acteur majeur du cyclisme colombien se doit de renoncer aux championnats. Rigoberto Urán indique sur son compte Twitter ne pouvoir défendre son titre du contre-la-montre, partant pour le Vieux Continent, le 9 février, pour y commencer sa saison européenne. De même Jarlinson Pantano, Julián Arredondo ou Sebastián Henao, qui avaient donné leur accord de principe pour participer aux championnats, sont absents (leurs équipes les ayant inscrits au Tour de l'Algarve). Sergio Henao lui confirme sa participation au dernier moment. Tandis que Miguel Ángel López s'étant entraîné avec Rafael Acevedo pour être à 100 % de ses possibilités le jour des championnats, avait spécifiquement travaillé le contre-la-montre. Il parle d'un manque de respect vis-à-vis des coureurs. López devait quitter la Colombie, le 15, pour être au départ du Tour de Langkawi, il pourra, cependant, courir le contre-la-montre individuel en décalant son départ au 19.
D'autres, par contre, s'en réjouissent. Pour le directeur sportif de la formation Strongman-Campagnolo-Wilier, Luis Alfonso Cely, l'ajournement permet à ses coureurs de récupérer des efforts consentis lors du Tour de San Luis. Quant à Jorge Iván González de l'équipe Boyacá Raza de Campeones, il en espère de meilleurs résultats qu'au sortir d'une préparation physique intensive comme cela aurait été le cas à la première date.

## Déroulement des championnats

### 17 février: congrès préparatoire aux compétitions
La journée du mercredi est consacrée aux formalités administratives. Dans les installations de l'hôtel "Panorama Comfaboy" de Paipa, est donné le calendrier des activités des Campeonatos Nacionales de Ruta Boyacá 2016. À 14h00 (heures locales), s'effectue le premier contact entre les organisateurs et les membres des différentes équipes pour la révision des licences et la confirmation des coureurs participants. Puis à 16h00, la réunion technique a lieu en présence des délégués des équipes et des ligues départementales, des entraîneurs, des commissaires et des autorités de la compétition. Lors de celle-ci est désigné l'ordre de départ des deux premières courses des championnats qui ont lieu le lendemain.

### 18 février: le contre-la-montre par équipes et le contre-la-montre individuel dames
Le premier titre des championnats 2016 est remporté par la favorite, l'équipe cycliste EPM-Tigo-Une-Área Metropolitana.
Pour la première fois depuis 1993 se déroule un contre-la-montre par équipes lors des championnats de Colombie. Ce sont finalement dix équipes qui se présentent au départ pour succéder, vingt-trois ans plus tard, aux représentants de Cundinamarca, derniers vainqueurs en date (l'épreuve se disputait alors par ligues départementales). À 10h00 (heures locales), la formation de la Valle del Cauca est la première à s'élancer. Tandis que les locaux de l'équipe continentale Boyacá Raza de Campeones sont les derniers à partir. Le parcours, qui relie Sogamoso à Duitama, développe 43 kilomètres. Il se situe à une altitude comprise entre 2 500 mètres et 2 570 mètres. Les trois derniers kilomètres ont un dénivelé supérieur à 4 %. Les coureurs partent de la Plazoleta 6 de septiembre de Sogamoso passent par Tibasosa au km 9,7, puis non loin de la ligne d'arrivée au km 20,2 mais poursuivent jusqu'à Paipa, où ils font demi-tour (km 29,6) pour rejoindre le Parque de Los Libertadores de Duitama, terme du contre-la-montre.
Bien que nécessaire aujourd'hui dans le cyclisme de haut niveau, le contre-la-montre par équipes est le parent pauvre du cyclisme colombien, focalisé sur la détection et les exploits des grimpeurs. Ainsi, peu d'équipes s'entraînent à cet exercice particulier et ont le matériel adéquat (la formation Strongman-Campagnolo-Wilier est, par exemple, absente pour n'avoir pas reçu son équipement à temps). L'équipe EPM-Une invitée à disputer les championnats du monde 2015 par la fédération internationale ne s'y est pas présentée. À la veille de l'épreuve, les observateurs envisagent une course peu significative avec de gros écarts entre les équipes participantes. Cependant le sélectionneur national Carlos Mario Jaramillo, sachant la présence de bons rouleurs dans le peloton colombien, milite pour que les équipes détectent ces talents et appellent les coureurs et les formations à travailler spécifiquement l'épreuve. Pour cela à l'instar du directeur sportif Luis Alfonso Cely, il réclame plus de contre-la-montre par équipes dans les courses par étapes du calendrier cycliste colombien. Libardo Leyton, manager de la Movistar Team América est également favorable à la présence de cette épreuve lors des championnats, obligeant les équipes à travailler sur ce thème avec le matériel spécifique. Sa formation fait partie, avec les représentants de la ligue d'Antioquia, des équipes susceptibles de s'opposer à la domination des "EPM-Une", emmenés par Óscar Sevilla et sa nouvelle recrue Fabio Duarte, grands favoris avec leur victoire dans les deux derniers contre-la-montre disputés (au Tour de Colombie et à la Vuelta a Chiriquí).
Les représentants de la Valle del Cauca, emmenés par Dalivier Ospina (et son expérience européenne) et Mario Alejandro Paz, néo-professionnel dans l'équipe continentale paraguayenne Vivo Grupo Oresy effectuent le parcours en 50 min 1 s. La deuxième équipe à s'élancer celle de la ligue d'Antioquia, en réalisant 48 min 2 s, améliore le résultat de quasiment deux minutes et reste un long moment en tête du classement. Ainsi, l'équipe Coldeportes-Claro-Zenú échoue à cinquante-trois secondes des Antioqueños. Selon les propres dires de Miguel Ángel Rubiano, sa formation avait un déficit dans la préparation faute de temps, il lui manquait aussi quelques-uns de ses meilleurs éléments dans ce genre d'exercice, en méforme, comme Camilo Gómez, ennuyé par son talon d'Achille depuis la fin de la saison dernière. L'équipe "Mundial de Tornillos-Pijaos", pour qui l'exercice est également une nouveauté, ne réussit pas non plus à les inquiéter. Tout comme le sextet des "Manzana Postobón", malgré la concentration d'une semaine effectuée dans le corregimiento de Santa Elena (Medellín) (es), pour peaufiner les détails en vue de chercher le titre. Les derniers à s'élancer, la formation Boyacá Raza de Campeones, qui pourtant visait le podium se trouve également battue. Néanmoins entre-temps, la « Movistar Team América » réussit à déloger du haut de la hiérarchie les Antioqueños, en descendant le chrono à 47 min 47 s. Seuls les grands favoris arrivent à abaisser ce temps, l'équipe « EPM-Une » s'empare du titre, qu'elle était venue chercher, en réalisant 47 min 20 s. La différence avec leurs rivaux auraient pu être plus grande encore si Fabio Duarte n'avait pas eu un ennui mécanique, désorganisant l'unité du groupe, pour quelques minutes. Sur un parcours sans aspérité, la chaleur et le raidillon d'arrivée ont été les principales difficultés du jour, épuisant les organismes. Ainsi, ne pouvant suivre le rythme des leurs, deux des six « EPM-Une » ont été lachés dans l'ascension finale. Il est à noter qu'au pointage intermédiaire aux alentours du vingtième kilomètre, les « EPM-Une » devançaient la sélection Antioqueña de dix-sept secondes et les « Movistar » de vingt-quatre. À l'arrivée, ces derniers finissent à vingt-sept secondes, faisant, pratiquement, jeu égal avec les vainqueurs dans la deuxième partie de l'épreuve. Tandis que les Paisas perdent le rythme et la médaille d'argent, en terminant à quarante-deux secondes.

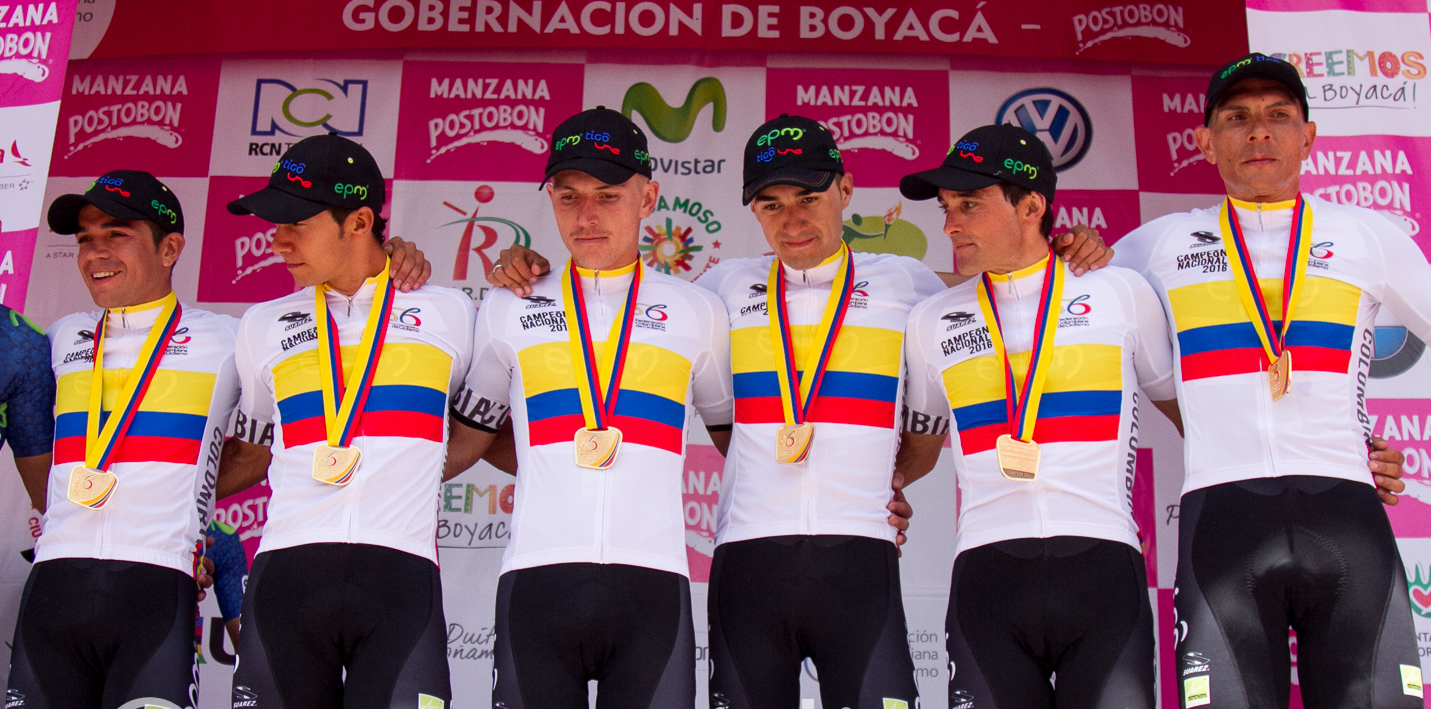
Les champions de Colombie 2016 du contre-la-montre par équipes.

Classement du contre-la-montre par équipes
|   | Équipe                                     |    | Temps       |
| - | ------------------------------------------ | -- | ----------- |
| 1 | EPM - Tigo - Une - Área Metropolitana      | en | 47 min 20 s |
| 2 | Movistar Team América                      | en | 47 min 47 s |
| 3 | Sélection de la Ligue cycliste d'Antioquia | en | 48 min 2 s  |
| 4 | Coldeportes - Claro - Zenú                 | en | 48 min 55 s |
| 5 | GW Shimano - Envía - Chaoyang - Kixx       | en | 49 min 24 s |

Dix formations au départ. Dix équipes classées.
Cristina Sanabria devance Serika Gulumá dans le contre-la-montre individuel.
La deuxième compétition de la journée au programme est le contre-la-montre féminin. Le parcours, développant 22,1 km, emprunte la première partie de l'itinéraire suivi par les coureurs du contre-la-montre par équipes. Ainsi, comme le matin, la difficulté majeure se situe dans les trois derniers kilomètres. L'altitude est toujours comprise entre 2 500 mètres et 2 570 mètres. Le départ se fait encore de la Plazoleta 6 de septiembre de Sogamoso et l'arrivée au Parque de Los Libertadores de Duitama. Et il passe toujours à Tibasosa. En fait, seul l'aller-retour Duitama - Paipa est supprimé. Quinze participantes sont engagées. Selon les observateurs, les quatre dernières à s'élancer, Lorena Vargas, Laura Lozano, Serika Gulumá et Cristina Sanabria sont les favorites pour accéder au podium.
À 12h30 (heures locales), la première à s'élancer est Anelly Pérez de la ligue cycliste départementale de Bogota. Partant de minute en minute, c'est en réalité la troisième concurrente qui termine la première le parcours. Laura Buriticá, médaillée de bronze aux derniers Juegos Deportivos Nacionales, du mois de novembre précédent, réalise 31 min 26 s et s'empare de la tête du classement... Pour moins de deux minutes. En effet, c'est le temps pour Adriana Tovar d'en finir. Avec un chrono de 30 min 48 s, la représentante de la ligue cycliste de Cundinamarca doit attendre neuf participantes et l'avant-dernière concurrente pour voir son résultat dépassé. Serika Gulumá, membre de la ligue cycliste de Boyacá, effectue le parcours vingt secondes plus vite. Mais moins d'une minute plus tard, Cristina Sanabria clôt ce contre-la-montre dans un temps de 30 min 19 s, et pour neuf secondes s'empare du titre. Sanabria et Gulumá s'étaient classées dans cet ordre lors XXe Juegos Deportivos Nacionales. Cristina Sanabria, native de Zapatoca, reste invaincue au niveau national dans ce genre d'épreuve sur les trois disputées depuis l'année précédente. Elle confirme également son bon début de saison qui l'a vu terminer sixième (et première Colombienne) du Tour de San Luis féminin, en janvier. Sanabria de la ligue de Santander, installée depuis un mois et demi à Tunja pour s'acclimater à la région, n'a pas souffert de la forte chaleur du jour. Par contre, elle a pâti un peu plus de l'altitude. En outre, bien que Cristina Sanabria est effectuée le parcours de nombreuses fois à l'entraînement, elle a été surprise par la présence du vent dans des portions inhabituelles du tracé, faisant baisser la vitesse. Cependant, elle accomplit l'effort solitaire à la moyenne officielle de 43,54 km/h. Sereine après avoir atteint son premier objectif, Cristina Sanabria se verrait bien remporter un deuxième titre durant ces championnats avec la course en ligne du samedi.

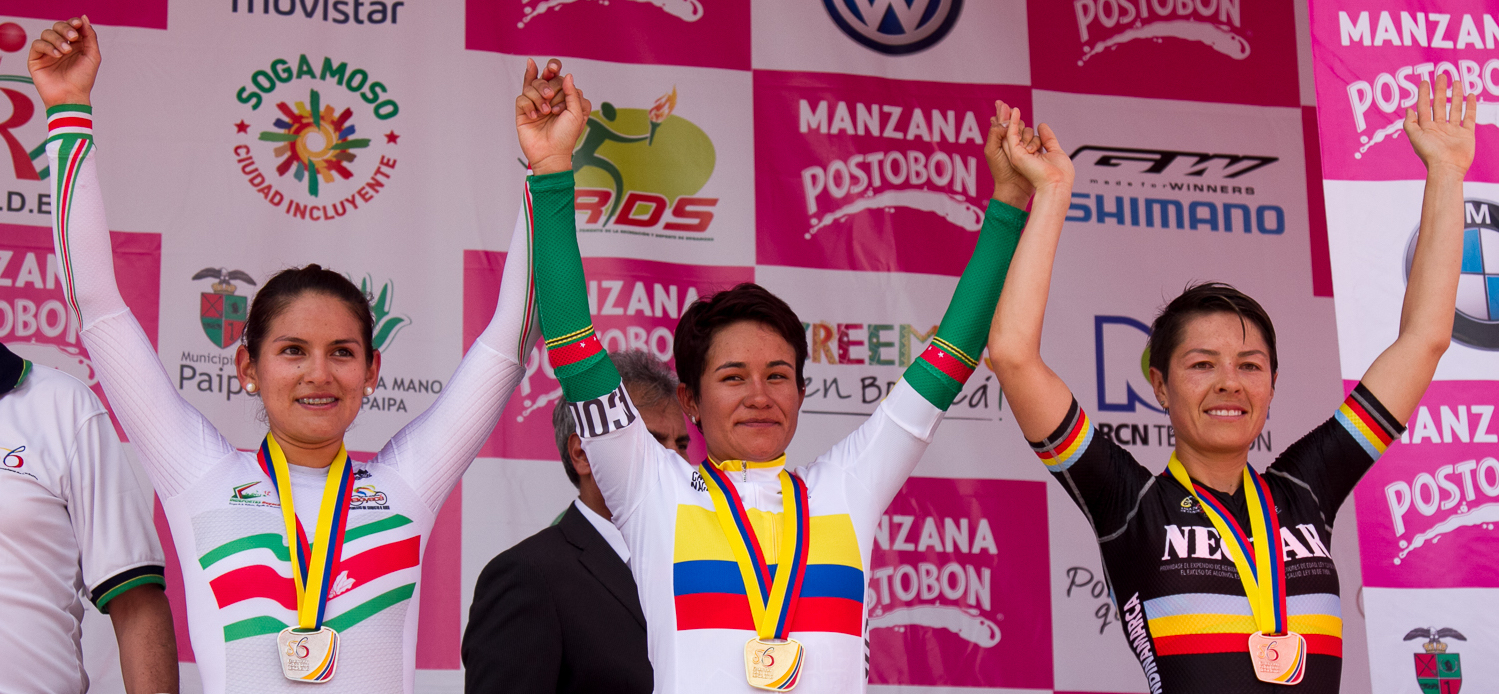
Le podium du contre-la-montre féminin.

Classement du contre-la-montre individuel dames
|   | Équipe            |    | Temps       |
| - | ----------------- | -- | ----------- |
| 1 | Cristina Sanabria | en | 30 min 19 s |
| 2 | Serika Gulumá     | à  | 9 s         |
| 3 | Adriana Tovar     | à  | 29 s        |
| 4 | Luisa Naranjo     | à  | 38 s        |
| 5 | Laura Lozano      | à  | 40 s        |

Quinze coureuses au départ. Quinze participantes classées.

### 19 février: les contre-la-montre individuels messieurs Élite et Espoir
Walter Vargas s'impose en Élite tandis que, dans la catégorie Espoir, Carlos Ramírez récupère son titre acquis en 2014.
Le parcours est identique pour les deux catégories. Il emprunte les mêmes routes que les compétitions du jour précédent, avec la pente d'arrivée à 4 % et les mêmes altitudes. Il développe 35,2 km. Le départ est donné, cette fois, de la mairie de Paipa, devant le parc Jaime Rook. Les coureurs passent non loin de l'arrivée en longeant le vélodrome de Duitama au km 10,5 puis rejoignent Tibasosa, où ils font demi-tour (km 21,2). De là, ils gagnent Duitama et l'arrivée toujours située au Parque de Los Libertadores. L'ordre de départ officiel annonce que la compétition commence à 10h00 (heures locales). Le cycliste paralympique Diego Dueñas doit être le premier à se lancer. Il effectue le parcours comme préparation aux championnats du monde de Montichiari (Italie). Puis les concurrents de la catégorie Espoir le suivent, en partant de minute en minute. Jusqu'à 10h34 où Carlos Ramírez prend le départ. Puis c'est au tour des Élites de lutter contre la montre. Le programme annonce Flober Peña à 10h35 et le dernier participant, le double champion du monde de course aux points, Edwin Ávila à 11h04.
Chez les moins de vingt-trois ans, sur les trente-cinq coureurs prévus seuls trente-deux sont classés (un abandon et deux non-partants dont Daniel Martínez). Avec 45 min 52 s, le premier temps de référence est réalisé par le quatrième concurrent à s'élancer, Carlos Lievano. Il faut attendre huit participants pour voir Wilson Rodríguez, en allant dix secondes plus vite, le déloger du haut de la hiérarchie. Puis tour à tour, Matteo García, Bryan Gómez et Edward Díaz viennent se placer en tête du classement provisoire. Pourtant aucun d'entre-eux n'obtiendra de médaille. Alors qu'il reste cinq concurrents à franchir la ligne d'arrivée, Miguel Flórez et Eduardo Estrada laissent Edward Díaz au troisième rang. Carlos Ramírez, l'ultime coureur de la compétition, prend les rênes de l'épreuve. Il s'impose en 43 min 30 s, reléguant Estrada à 1 min 12 s et Flórez à 1 min 20 s. Pour huit secondes, Díaz échoue au pied du podium,. Ramírez, ancien pensionnaire du Team Colombia, déjà vainqueur en 2014 devant Rodrigo Contreras et Brayan Ramírez, s'impose à la vitesse moyenne officielle de 48,28 km/h. C'est la première fois qu'un coureur de moins de vingt-trois ans réussit à obtenir deux fois le titre de champion de Colombie du contre-la-montre Espoir, malgré des grands noms au palmarès comme Santiago Botero, Marlon Pérez, Fabio Duarte ou Nairo Quintana. Et encore, si la fédération nationale avait organisée un championnat en 2015, il aurait pu être détenteur d'une triple couronne. Spécialiste de l'effort solitaire, Carlos Ramírez, comme son dauphin Eduardo Estrada, retrouve le peloton national, après une saison passée en Europe. Même si le tracé était exigeant avec un fort vent, Ramírez avait bien préparé les championnats en, notamment, reconnaissant le parcours, lors d'une concentration dans la région avec son équipe. Il se dit satisfait, remercie Dieu et sa famille. Carlos Ramírez dédicace sa victoire à Franco Gini, ancien directeur sportif de Marco Pantani, découvreur de talents comme Mario Cipollini, conseiller de son équipe, la Movistar Team América, et décédé la veille, en suivant les championnats. La médaille de bronze de Miguel Flórez confirme les espoirs de bons résultats qu'avait l'équipe Boyacá Raza de Campeones pour les moins de vingt-trois ans, même si elle tablait plus sur une performance de Roller Diagama, finalement absent.

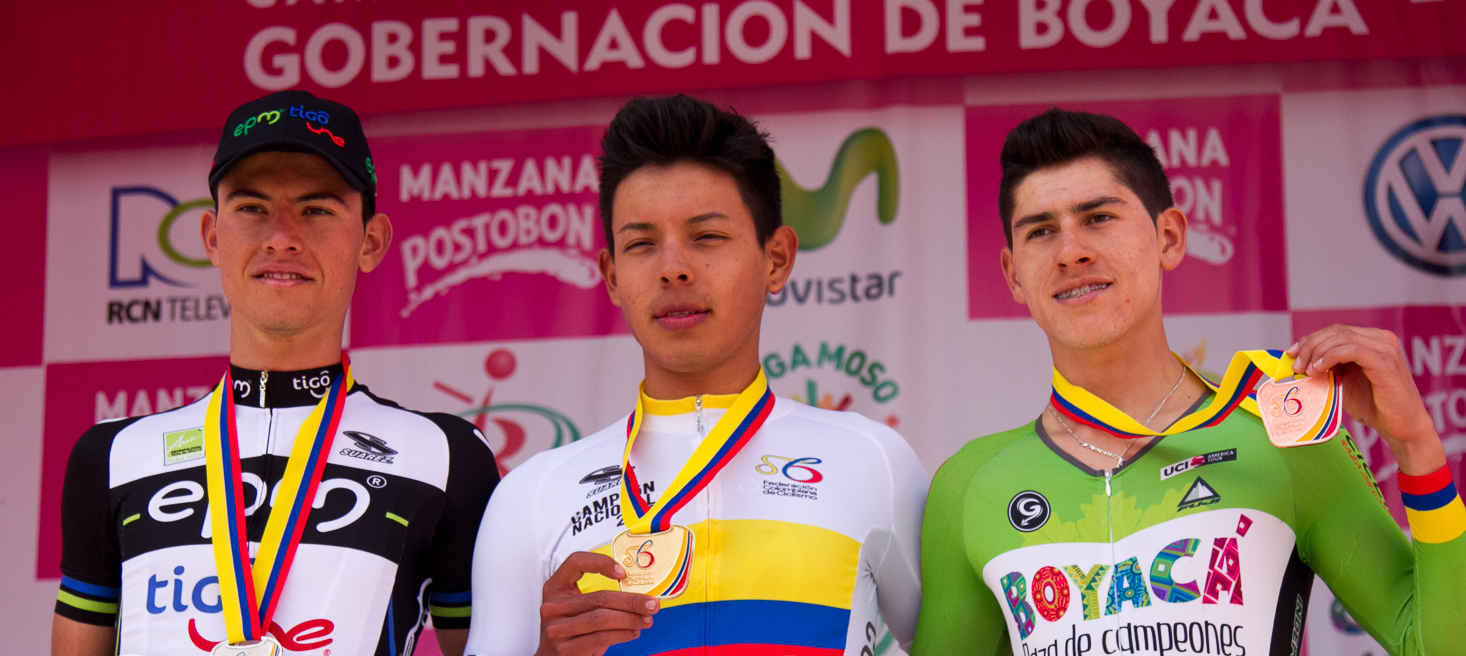
Le podium du contre-la-montre Espoir.

Classement du contre-la-montre individuel Espoir messieurs
|   | Équipe          |    | Temps       |
| - | --------------- | -- | ----------- |
| 1 | Carlos Ramírez  | en | 43 min 30 s |
| 2 | Eduardo Estrada | à  | 1 min 12 s  |
| 3 | Miguel Flórez   | à  | 1 min 20 s  |
| 4 | Edward Díaz     | à  | 1 min 28 s  |
| 5 | Bryan Gómez     | à  | 1 min 29 s  |

Trente-cinq coureurs engagés. Trente-deux classés.
Au matin de la compétition Élite, le nom des successeurs aux coureurs médaillés l'année précédente suscitent l'interrogation. En effet, aucun de ceux-ci n'est présent. Rigoberto Urán n'a pu décaler son départ pour l'Europe. Rafael Infantino a été contrôlé positif et Hernando Bohórquez est retenu par la présentation de son équipe Manzana Postobón. L'absence des meilleurs ouvre des perspectives aux autres prétendants. Ce que confirme Pedro Herrera, champion 2014, qui voit en l'absence d'Urán ses chances de victoire augmenter. La connaissance du parcours est primordial et pour ce Boyacense, c'est un atout non négligeable. Brayan Ramírez, plusieurs fois médaillés dans les championnats, se voit également offrir une opportunité en or. Walter Vargas, troisième du contre-la-montre de la Vuelta al Valle 2015 derrière Óscar Sevilla et Infantino, est confiant et espère monter sur le podium. Dans la presse, les noms des derniers vainqueurs du Clásico RCN et de la Vuelta a la Independencia Nacional, Omar Mendoza et Róbigzon Oyola, autres bons rouleurs, circulent. Le manque de récupération peut être un facteur décisif. En effet, bon nombre de concurrents ont participé la veille à l'effort intense du contre-la-montre par équipes et sont opposés à des coureurs "frais", avantagés par une journée de préparation supplémentaire. Pour la presse, Miguel Ángel López fait partie également des vainqueurs potentiels, ce que dément le coureur, annonçant qu'il vient disputer l'épreuve pour mesurer ses progrès dans un exercice qui est son point faible. Motivé par la course en ligne, il se dit déçu de l'ajournement et doit se contenter de cette unique épreuve, avant de quitter la Colombie pour la Malaisie, le lendemain.
Des trente et un coureurs inscrits, vingt-huit sont classés (trois non-partants). Peña forfait, c'est Nicolas García, de la ligue cycliste de Bolívar, qui est le premier à partir. Le premier à réaliser un temps significatif est Jonathan Paredes avec 44 min 1 s. Trois minutes plus tard s'élance Miguel Ángel López. Il ne faut pas plus de six kilomètres à ce dernier pour rejoindre Edwin Sigua, parti une minute avant lui. Cependant après le demi-tour de Tibasosa, López baisse de rythme, sous les effets de la chaleur, pêchant même dans le raidillon d'arrivée. Il termine néanmoins en 43 min 30 s et leader provisoire. Sept concurrents plus tard, Walter Vargas s'élance à l'attaque de son premier titre. Il achève le parcours en 42 min 8 s, à la vitesse moyenne de 50 km/h et dépossède de la tête de la compétition López. Même si Brayan Ramírez et Juan Pablo Rendón s'intercalent entre les deux coureurs, Vargas n'est pas inquiété. Il devance Ramírez de quarante-cinq secondes et Rendón d'1 min 10 s. López échoue à la quatrième place pour douze secondes,, peu satisfait du résultat. Après une seule année à monter sur un vélo de contre-la-montre, Walter Vargas est satisfait de succéder à Rigoberto Urán au palmarès. Passé près du succès au Tour de Colombie, au Clásico RCN et aux Juegos Deportivos Nacionales, il remercie son directeur sportif Gabriel Jaime Vélez du travail effectué en sa compagnie, même s'il fut intense. Le parcours était usant avec le vent, surtout la grimpée d'arrivée. Il s'est senti bien lors de l'épreuve malgré une baisse de régime aux alentours de Tibasosa. Ses prédispositions dans l'exercice chronométré lui ont permis de s'imposer au Mexique dans la première édition du circuit de la Basse-Californie du Sud et d'obtenir le premier titre de champion de Colombie du contre-la-montre pour un Carmelitano  et le dixième pour un Antioqueño. Par contre d'autres déçoivent, Diego Ochoa, au sortir d'une bonne préparation, avait la confiance de son équipe "Boyacá Raza de Campeones" pour obtenir un bon résultat, il termine douzième.

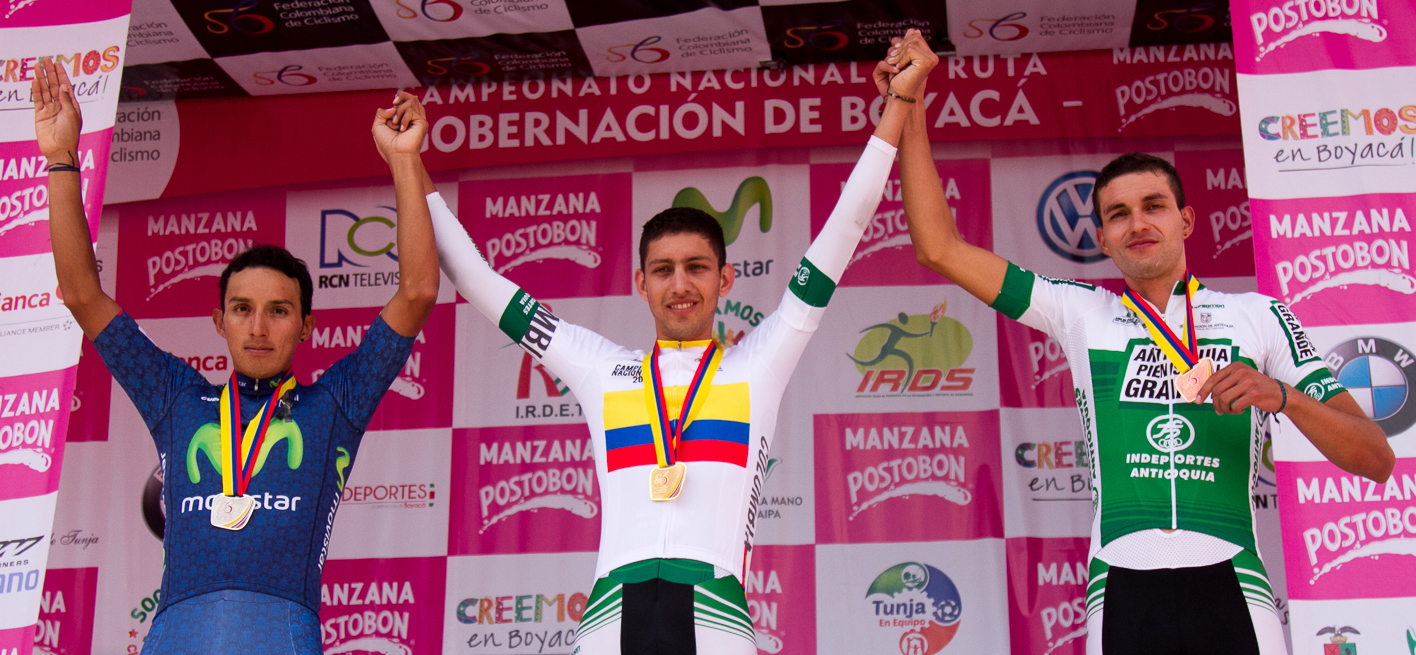
Le podium du contre-la-montre Élite.

Classement du contre-la-montre individuel Élite messieurs
|   | Équipe             |    | Temps      |
| - | ------------------ | -- | ---------- |
| 1 | Walter Vargas      | en | 42 min 8 s |
| 2 | Brayan Ramírez     | à  | 45 s       |
| 3 | Juan Pablo Rendón  | à  | 1 min 10 s |
| 4 | Miguel Ángel López | à  | 1 min 22 s |
| 5 | Omar Mendoza       | à  | 1 min 25 s |

Trente et un coureurs inscrits. Trois non-partants.
Carlos Ramírez avec son chrono aurait obtenu le quatrième temps chez les Élites tandis que Diego Dueñas avec 47 min 30 s fait mieux que dix-huit participants,.

### 20 février: les courses en ligne dames et messieurs Espoir
Roller Diagama s'impose dans la catégorie des moins de 23 ans et Adriana Tovar s'adjuge le titre féminin.
Le parcours emprunté par les concurrents est identique. Les femmes comme les hommes partent du parc central de Paipa pour rejoindre Tunja après 43,2 km d'effort. Mais avant d'en terminer, ils auront un circuit exigeant, développant 14,4 km, à effectuer dans la capitale du département de Boyacá. Les féminines l'empruntent trois fois pour une distance finale de 86,4 km et les Espoirs, cinq fois, ce qui les amènent à 115,2 km. L'itinéraire de liaison fait progressivement monter les participants de 2 514 mètres (altitude de la ligne de départ) à 2 800 mètres. Le circuit final dans les rues de la capitale est compris entre 2 699 mètres et 2 810 mètres d'altitude. Dans les trois derniers kilomètres, les participants doivent gravir des rampes de 5 % à 13 % de dénivelé. Tandis que la ligne d'arrivée, sur la Plaza de Bolívar (es), est située au bout d'une ligne droite de trois cents mètres à 9 %. L'horaire prévu (départ à 8h30 pour les dames et 10h30 pour les moins de vingt-trois ans) a été modifié par rapport à la convocation initiale. Les hommes partent à 9h30 (heures locales) et les femmes cinq minutes après.
À la différence des deux jours précédents (suffocants), la météo du jour est plus proche du climat habituel de Boyacá. Les coureurs partent sous les nuages. Darío Giraldo et Andrés Pedroza animent la course, à partir du dixième kilomètre, en se plaçant devant le peloton. Ils sont rejoints dès les premières rampes du circuit dans Tunja. Puis c'est au tour de Diego Cano et Wilmar Castro de se détacher. Sous l'impulsion de Roller Diagama se sont bientôt cinq coureurs qui s'échappent du groupe principal, réduit tour après tour à sa moitié. Outre Castro, Cano et Diagama, cette échappée comprend également Carlos Ramírez, vainqueur la veille du contre-la-montre, et Iván Medina. Edward Díaz, devant l'absence de membre de son équipe dans la fugue, attend deux tours avant de partir à leur poursuite et fait la jonction avec un autre Boyacense Róbinson Ortega. Un peu avant le dernier tour, les fugueurs ont quarante-cinq secondes d'avance sur le maigre peloton. L'échappée se disloque, des hommes comme Ramírez et Cano doivent laisser leurs compagnons de fugue. À la cloche du dernier tour, un trio est en tête, formé de Diagama, de Castro et d'Ortega. Le Tunjano, Roller Diagama met à profit sa connaissance du terrain pour attaquer dans la dernière ascension, seul Díaz reste dans sa roue. Avec le soutien de Nairo Quintana dans la voiture suiveuse, Diagama s'impose dans sa ville natale, mettant fin à quatre ans sans victoire. Il devance d'une seconde Díaz et de onze Castro. Ramírez, qui voyait ce circuit exigeant pour un coureur explosif, a pu avec la condition physique acquise lors des entraînements pour le contre-la-montre se mêler à la lutte pour le titre. Il finit sixième,,. La médaille d'or de Diagama valide la confiance qu'avait, avant la course, son directeur sportif Jorge Iván González (persuadé que ses coureurs lutteraient pour le titre). À la différence de  Jhon Anderson Rodríguez, désigné comme leader pour les courses des moins de vingt-trois ans chez EPM-Une,, qui ne termine que dixième.

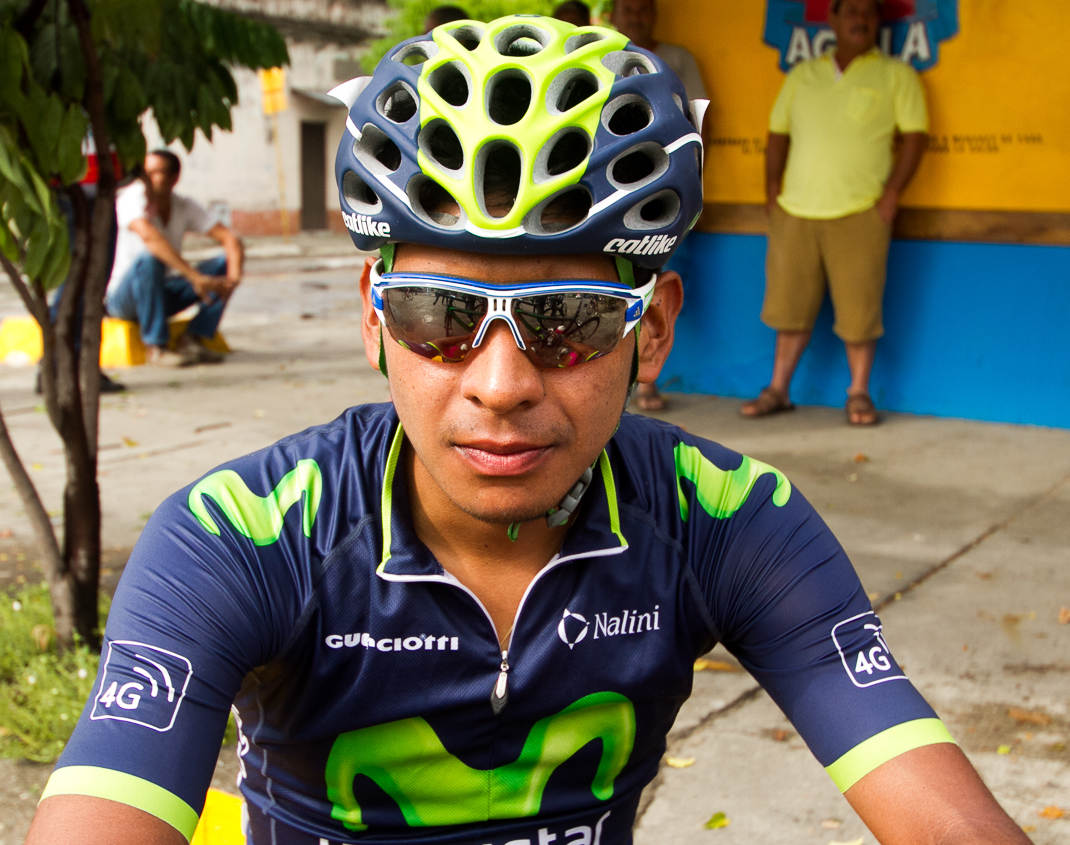
Roller Diagama, le vainqueur de l'épreuve.

Classement de la course en ligne Espoir messieurs
|   | Équipe          |    | Temps          |
| - | --------------- | -- | -------------- |
| 1 | Roller Diagama  | en | 2 h 55 min 0 s |
| 2 | Edward Díaz     | à  | 1 s            |
| 3 | Wilmar Castro   | à  | 11 s           |
| 4 | Róbinson Ortega | à  | 23 s           |
| 5 | Iván Medina     | à  | 45 s           |

Quatre-vingt-onze coureurs engagés, soixante-six coureurs classés.
Le peloton de cette trentième édition du national féminin a été mis à rude épreuve avec ce parcours exigeant et ses trois ascensions dans les quatre derniers kilomètres du circuit final. Jessica Parra est la première à créer un écart dans Tunja. À la fin du premier tour, elle obtient une trentaine de secondes d'avance. Puis c'est au tour des expérimentées Cristina Sanabria et Serika Gulumá de tenter l'échappée. Dans l'ascension à la fin du deuxième tour, sept concurrentes sont en tête dont les futures médaillées,. À la veille de son anniversaire, Adriana Tovar profite des rampes terminales pour disposer de ses dernières rivales et arriver en solitaire sur la Plaza de Bolívar. Elle dispose de deux Bogotanaises. Liliana Moreno, vainqueure du Tour de Colombie féminin 2013, réapparait après deux ans de suspension et termine à quatre secondes. Quant à Laura Lozano, elle est obligée de changer de vélo à trois kilomètres de l'arrivée. Lozano accomplit une folle remontée qui lui permet de s'octroyer le bronze, en arrivant à vingt-quatre secondes de Tovar. C'est sa quatrième médaille dans les championnats. La championne nationale du contre-la-montre Cristina Sanabria termine quatrième à quatre secondes du podium. Pour Adriana Tovar, battre Sanabria et des coureuses évoluant à l'étranger c'est comme réaliser un rêve. Ayant minutieusement préparé les Juegos Deportivos Nacionales sans résultats probants, la médaille de bronze du contre-la-montre obtenue lors de ces championnats lui a donné la tranquillité et la confiance pour conclure dans la course en ligne. Ainsi, elle résume les clés de son succès : « Résister, résister (et) attendre, attendre le bon moment pour attaquer ». Tovar s'adjuge son premier titre et le quatrième pour la ligue cycliste de Cundinamarca, en vingt ans. Adriana Tovar représente Chía comme le médaillé de bronze Espoir Wilmar Castro,.

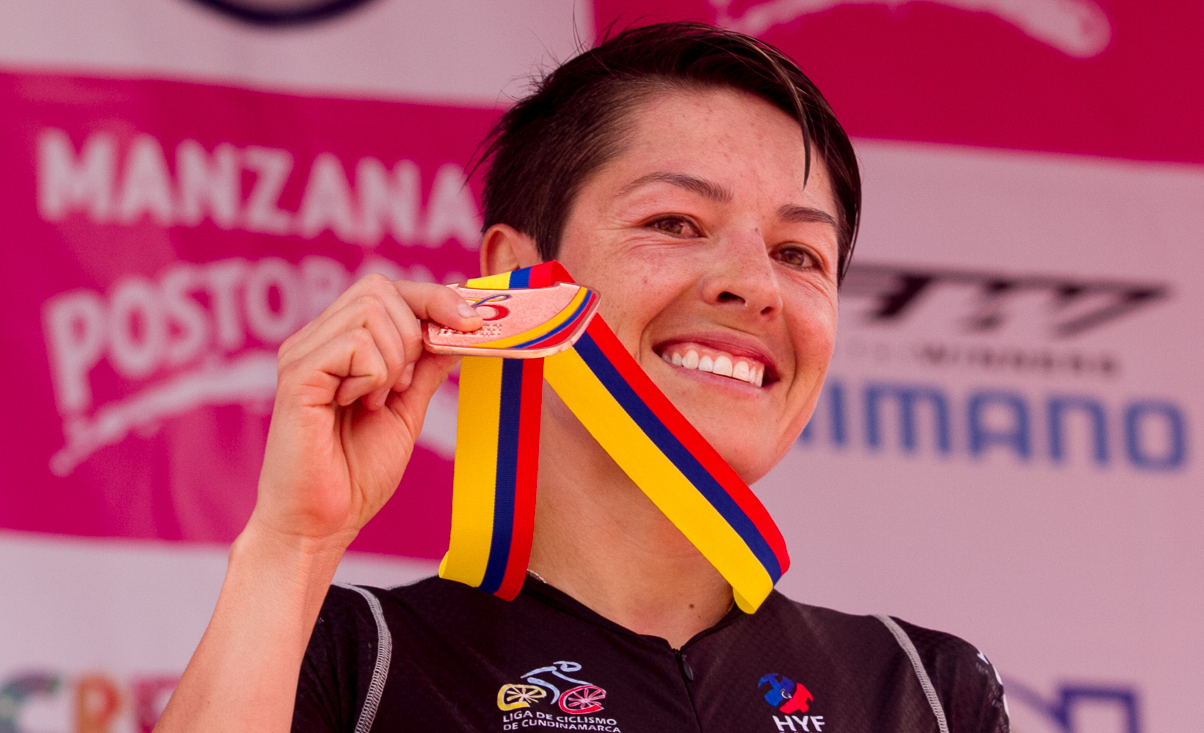
Adriana Tovar, la nouvelle championne de Colombie.

Classement de la course en ligne dames
|   | Équipe            |    | Temps          |
| - | ----------------- | -- | -------------- |
| 1 | Adriana Tovar     | en | 2 h 39 min 4 s |
| 2 | Liliana Moreno    | à  | 4 s            |
| 3 | Laura Lozano      | à  | 24 s           |
| 4 | Cristina Sanabria | à  | 28 s           |
| 5 | Lorena Colmenares |    | m.t.           |

Trente-six inscrites, trente-et-une à l'arrivée.

### 21 février: la course en ligne Élite messieurs
Devant un abondant public, Edwin Ávila déjoue les pronostics pour s'emparer de son premier titre national sur route.
Les cent-trois coureurs inscrits ont un parcours de 174,6 km pour se départager. Le tracé utilise des routes empruntées par les différentes épreuves des Championnats. Ainsi, les concurrents partent de la Plazoleta 6 de septiembre de Sogamoso passent par Tibasosa, Duitama puis Paipa comme le premier jour lors du contre-la-montre par équipes. Ensuite, ils suivent l'itinéraire de liaison de la veille, reliant Paipa à Tunja. Arrivés dans la capitale après 73,8 km, ils concluent par le circuit intra-muros de 14,4 km, utilisé par les moins de vingt-trois ans et les femmes. Mais pour les Élites, sept tours les attendent. Comme le samedi, la ligne d'arrivée est également placée Plaza de Bolívar (es). L'altitude descend jusqu'à 2 500 mètres dans la municipalité de Duitama pour dépasser les 2 800 mètres dans Tunja. La couverture télévisée permet de massifier la diffusion d'un évènement, bénéficiant déjà de nombreux spectateurs tout au long du parcours. La course dans Tunja est retransmise en clair sur Canal RCN. Elle utilise des images aériennes, trois motos et seize caméras placées à des points stratégiques.
À la différence du public qui n'a d'yeux que pour Nairo Quintana, natif du département, bon nombre d'observateurs et de coureurs voient en Sergio Henao, le favori de la compétition. Devant la difficulté du parcours, la formation Boyacá Raza de Campeones place ses espoirs de bons résultats dans Heiner Parra et Diego Ochoa, même si la valeur des compétiteurs présents lui paraît particulièrement compliquer la tâche de ses coureurs. Nombreux sont ceux qui voient le tenant Robinson Chalapud bien se comporter,, celui-ci se dit prêt et motivé pour garder son titre malgré le tracé exigeant du circuit terminal et la présence d'adversaires comme Quintana et Henao. Particulièrement motivé, Miguel Ángel Rubiano, spécialiste des courses d'un jour, veut assumer le rôle que lui a attribué sa nouvelle équipe Coldeportes-Claro et espère monter sur le podium. Selon lui, le parcours est exigeant mais manque de kilométrage pour être difficile. La distance inférieure à 200 km ne permettra pas de décanter la course et beaucoup de prétendants seront encore à la lutte en vue de l'arrivée. Appréciant le parcours, Alejandro Serna, leader de l’équipe "Mundial de Tornillos-Pijaos", est un autre prétendant déclaré au podium. Malgré de nombreuses défections en raison de l'ajournement, José Serpa de retour en Colombie, après des années passées en Europe et Rodolfo Torres, nouvelle recrue de l'équipe Androni Giocattoli-Sidermec sont bien présents.
Une échappée de seize hommes se constitue après Paipa. Elle accède au circuit final avec une avance confortable de plus de quatre minutes sur le groupe des favoris, avec en son sein des coureurs comme Winner Anacona, Álvaro Duarte, Javier Gómez, Weimar Roldán, Luis Felipe Laverde, Rafael Montiel, Cayetano Sarmiento ou Wilson Marentes. Lorsque la marge atteint 4 min 20 s, Nairo Quintana engage lui-même la poursuite. Tour après tour, l'écart oscille, s'accroissant, diminuant ou se stabilisant. Tandis que la répétition des ascensions réduit en nombre l'échappée. À moins de quatre tours de l'arrivée, Anacona et Sarmiento comptent un léger avantage sur une fugue forte encore de treize unités. Le peloton, emmené par Sergio Henao, passe à 3 min 11 s. Au cinquième passage sur la ligne, Cayetano Sarmiento a dix secondes d'avance sur Anacona et Roldán, et quatorze sur un groupe de quatre. Le peloton est à 3 min 48 s. Dans les deux derniers tours, les favoris accélèrent le rythme et réduisent fortement l'écart, alors que la tête de la course est réduite à quatre éléments, Anacona, Sarmiento, Roldán et Montiel. Flottant entre ces derniers et le groupe des favoris, pointé à 2 min 42 s, sept hommes sont à vingt-huit secondes (cinq issus de la fugue initiale accompagnés d'Alexis Camacho et d'Edwin Ávila, revenus du peloton principal). À la cloche du dernier tour, Sarmiento passe avec onze secondes d'avance sur ses quatre derniers compagnons d'échappée (Edwin Ávila étant revenu sur la bande des quatre à deux tours du but, en sautant de groupe en groupe pour faire la jonction). Ensuite franchit la ligne un groupe de six intercalé. Puis les grands favoris que sont Sergio Luis Henao, Nairo Quintana et Miguel Ángel Rubiano qui plafonnent encore à 2 min 10 s, bien qu'embarqués dans une poursuite vigoureuse pour s'adjuger le titre. Cependant Edwin Ávila, plus actif dans les derniers kilomètres, s'octroie le maillot jaune, bleu et rouge pour la saison. Dans ce dernier tour, Sergio Henao se défait des autres favoris et part en chasse. Il rejoint quasiment tout le monde puisque dans le dernier hectomètre, il souffle la médaille d'argent à Sarmiento, trois secondes derrière Ávila, unique rescapé de la fugue. Edwin Ávila est titré dès sa première participation à la course en ligne des championnats de Colombie. Antonio Alarcón et Jhonnatan Toussaint, membres de la fugue, constituée dès le trente-cinquième kilomètre, finissent la course dans les douze premiers et sont les révélations du jour.

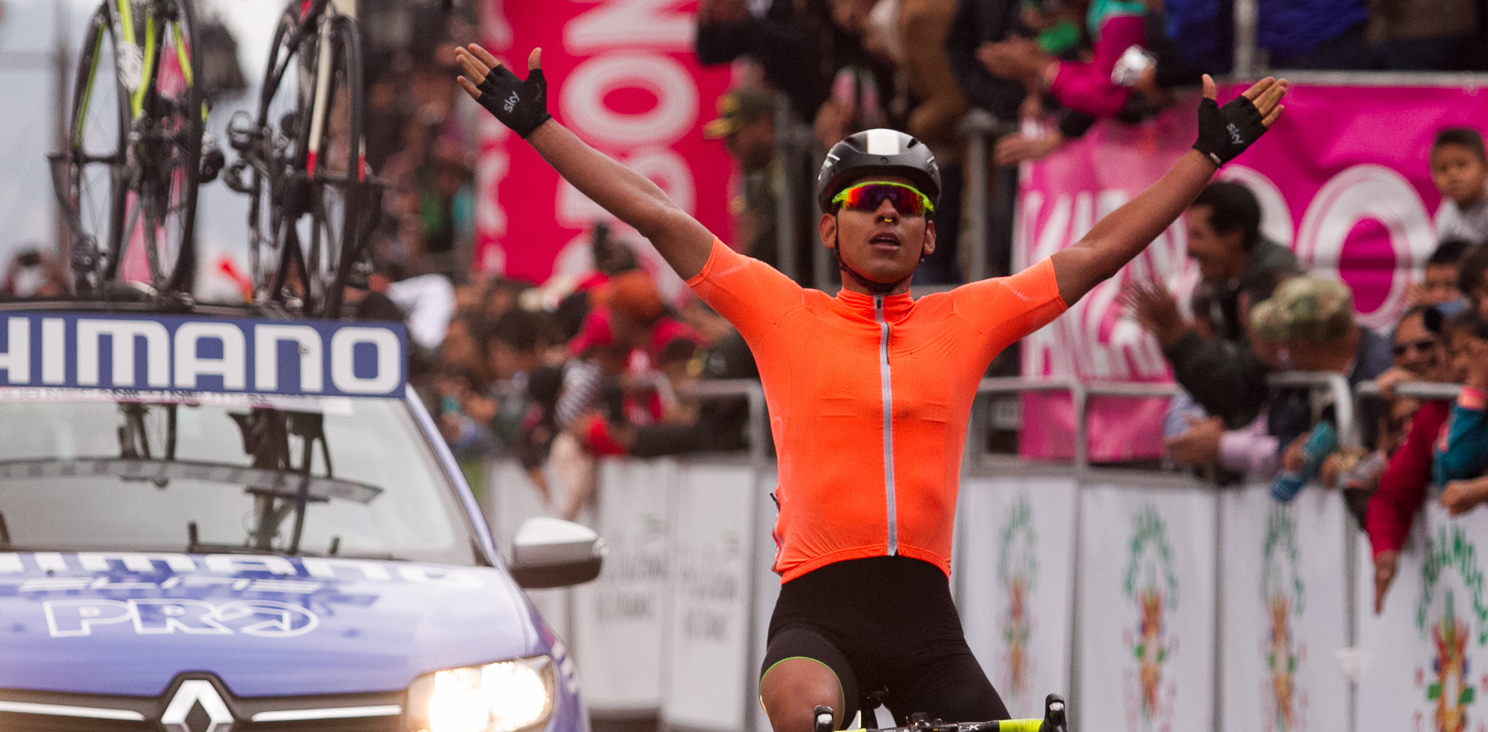
Edwin Ávila franchissant la ligne d'arrivée en vainqueur.

Classement de la course en ligne Élite messieurs
|    | Équipe               |    | Temps          |
| -- | -------------------- | -- | -------------- |
| 1  | Edwin Ávila          | en | 4 h 13 min 7 s |
| 2  | Sergio Henao         | à  | 3 s            |
| 3  | Cayetano Sarmiento   | à  | 4 s            |
| 4  | Nairo Quintana       | à  | 19 s           |
| 5  | Robinson Chalapud    | à  | 21 s           |
| 6  | Winner Anacona       | à  | 24 s           |
| 7  | Miguel Ángel Rubiano | à  | 28 s           |
| 8  | Weimar Roldán        | à  | 32 s           |
| 9  | Rodolfo Torres       | à  | 43 s           |
| 10 | Rafael Montiel       | à  | 43 s           |

Cent-trois coureurs engagés, soixante-neuf classés.

## Tableau des médailles
Les médailles gagnées par les coureurs, sous le maillot d'une équipe de marque, sont comptabilisées dans le tableau pour la Ligue cycliste départementale d'origine de ceux-ci.
| Rang  | Nation       | Or | Argent | Bronze | Total |
| ----- | ------------ | -- | ------ | ------ | ----- |
| 1     | Boyacá       | 1  | 2      | 2      | 5     |
| 2     | Antioquia    | 1  | 2      | 1      | 4     |
| -     | Bogota       | 1  | 2      | 1      | 4     |
| 4     | Cundinamarca | 1  | 0      | 2      | 3     |
| 5     | Caldas       | 1  | 0      | 0      | 1     |
| -     | Santander    | 1  | 0      | 0      | 1     |
| Total | Total        | 6  | 6      | 6      | 18    |

Les résultats du contre-la-montre par équipes ne sont pas pris en compte dans le tableau des médailles par départements.
La ligue cycliste de Boyacá remporte les championnats avec cinq médailles. Elle devance d'une médaille de bronze, deux ligues, celle d'Antioquia et celle de Bogota. Tandis que la ligue de Cundinamarca termine quatrième, avec deux médailles d'argent de moins.
Les médaillés du département amphitryon sont Serika Gulumá, Edward Díaz, Miguel Flórez, Cayetano Sarmiento et Roller Diagama, titré chez les moins de vingt-trois ans. Pour leur part, Sergio Henao, Juan Pablo Rendón, Eduardo Estrada et Walter Vargas, sacré dans le contre-la-montre, sont montés sur le podium pour la ligue d'Antioquia. Tandis que Brayan Ramírez, Laura Lozano, Liliana Moreno et Edwin Ávila, vainqueur de la course en ligne, épreuve reine des championnats, l'ont fait pour Bogota.